# Orthomene hirsuta
Orthomene hirsuta là một loài thực vật có hoa trong họ Biển bức cát. Loài này được (Krukoff & Moldenke) Barneby & Krukoff mô tả khoa học đầu tiên năm 1971.